# Aigle (Terre du Milieu)
Pour les articles homonymes, voir Aigle (homonymie).

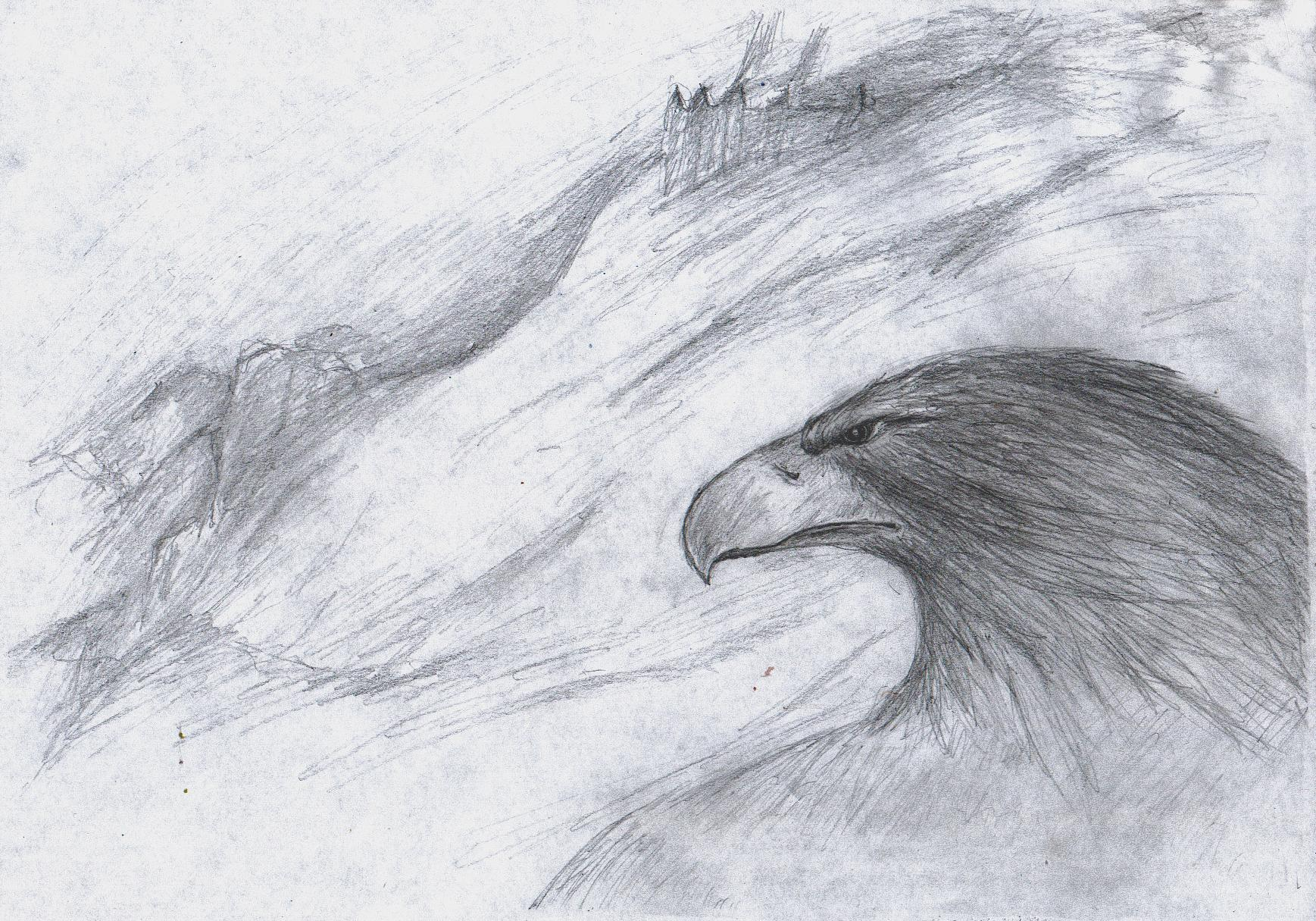
Gwaihir

Dans l'univers fictif de l'écrivain britannique J. R. R. Tolkien, les Aigles sont d'immenses oiseaux volants, qui sont pensants et peuvent parler. Souvent mentionnés de façon emphatique comme les Grands Aigles,, ils apparaissent d'habitude et intentionnellement comme servant d'agents au deus ex machina (ou eucatastrophe), dans diverses parties de son légendaire, du Silmarillion et des événements de Númenor au Hobbit et au Seigneur des anneaux.
Ces créatures sont décrites comme étant similaires aux aigles actuels (par exemple, comme une espèce indépendante de la sous-famille des Buteoninae), mais beaucoup plus grandes. Dans Le Silmarillion, Thorondor est décrit comme le plus grand d'entre eux et de tous les oiseaux, avec une envergure de 30 brasses (55 m). Ailleurs, les aigles ont varié dans la nature et en taille aussi bien dans les écrits de Tolkien que dans les visualisations plus tardives et les films.

## Apparitions
La différence entre les aigles « communs » et les Grands Aigles est mise en évidence dans Le Hobbit :

« Les aigles ne sont pas des gentils petits oiseaux. Certains sont lâches et même cruels. Mais ceux de la race ancienne des montagnes du Nord étaient les plus nobles de tous les oiseaux : fiers, forts, intrépides et généreux. »

— J. R. R. Tolkien, Le Hobbit

### Premier Âge
Partout dans Le Silmarillion, les Aigles sont associés en particulier à Manwë, le dirigeant du ciel et le Seigneur des Valar (anges ou « dieux »). Il est exposé que les « esprits en forme de faucons et d'aigles » apportent les nouvelles de la Terre du Milieu jusqu'à sa demeure en haut du Taniquetil, la plus haute montagne du Valinor, bien que plus tard dans le livre on parle d'oiseaux en général, et dans la Valaquenta de « tous les oiseaux rapides, aux ailes puissantes ». (Sur les différentes conceptions impliquées par ces passages et les passages similaires, voir Nature ci-dessous.)
À leur première apparition dans le récit principal, il est dit que les Aigles avaient été « envoyés » en Terre du Milieu par Manwë. Il leur ordonna de vivre dans les montagnes au nord des terres du Beleriand, dans le but d'« observer » Morgoth, la mauvaise puissance suprême qui faisait la guerre aux Elfes et aux Hommes, et d'aider les Noldor exilés « dans les cas extrêmes ». Les Aigles étaient commandés par Thorondor, qui demeura (apparemment avec la majorité de son peuple) dans les Echoriath à l'ouest de Dorthonion,.
Quand la cité cachée de Gondolin fut construite par Turgon dans un cercle de montagnes, les Aigles de Thorondor devinrent ses alliés, lui apportant les nouvelles et surveillant les espions aux frontières. À cause de leur surveillance vigilante, les Orques de Morgoth étaient incapables de s'approcher de ces montagnes, ou de l'important gué de Brithiach au sud ; les aigles avaient redoublé d'attention après l'arrivée de Tuor, permettant à Gondolin de rester non découverte le plus longtemps de tous les royaumes elfiques. Quand la cité finit par tomber, les aigles de Thorondor protégèrent les fugitifs, chassant les orques embusqués à Cirith Thoronath, la Fissure des Aigles au nord de Gondolin.
Les Aigles combattirent dans l'armée des Valar, des Elfes et des Hommes pendant la Guerre de la Grande Colère à la fin du Premier Âge, quand Morgoth fut renversé. Dans le Silmarillion il est raconté qu'après l'apparition des dragons ailés, « tous les grands oiseaux du ciel » se rassemblèrent sous le commandement de Thorondor et Eärendil, et détruisirent la majorité des dragons dans une bataille aérienne.

### Deuxième Âge
Tolkien mentionna les aigles dans ses récits de l'île de Númenor pendant le Deuxième Âge. Il affirme que trois aigles gardaient le sommet du Meneltarma, la Montagne Sacrée, apparaissant chaque fois que quelqu'un s'approchait du sanctuaire et restant dans le ciel pendant les Trois Prières. Les Númenóréens les appelaient « les Témoins de Manwë » et croyaient que ces aigles avaient été « envoyés par lui depuis Aman pour garder la Montagne sainte et toutes les terres ».
Il y avait une autre aire en haut de la tour de la Maison du Roi dans la capitale Armenelos, toujours habitée par un couple d'aigles, jusqu'aux jours de Tar-Ancalimon et de l'arrivée de l'Ombre à Númenor. De plus, il est dit que beaucoup d'aigles vivaient dans les collines autour de Sorontil dans le nord de l'île, bien que dans ce dernier cas il n'est pas précisé s'il s'agit de « grands » aigles ou d'aigles « communs ».
Quand les Númenóréens ont finalement abandonné leurs anciennes croyances et ont commencé à parler ouvertement contre l'Interdit des Valar, il y a eu dans le ciel des nuages en forme d'aigles, appelés les « Aigles des Seigneurs de l'Ouest », envoyés par Manwë pour essayer de les raisonner ou pour les menacer.

### Troisième Âge
Vers la fin du Troisième Âge, une colonie d'Aigles vécut dans la partie nord des Montagnes de Brume, comme il est décrit dans Le Hobbit. Ils ont surtout niché sur les pentes vers l'est, pas très loin du Haut Col menant à Fendeval, ainsi qu'au voisinage direct de la Cité des Gobelins sous la Montagne. Il est affirmé que les Aigles ennuyaient souvent les gobelins et « arrêtaient toutes les méchancetés qu'ils faisaient » ; cependant leurs relations avec les Hommes des Bois étaient seulement détendues, car les Aigles chassaient parfois leurs moutons.
Pendant les événements du livre, les aigles de cette colonie ont sauvé la compagnie de Thorin d'une bande de gobelins et de wargs, transportant en fin de compte les nains au Carroc. Plus tard, ayant aperçu le rassemblement des gobelins un peu partout dans la montagne, un grand nombre d'Aigles participa à la bataille des Cinq Armées près de la Montagne Solitaire. C'est seulement avec leur aide que les Nains, les Hommes et les Elfes parvinrent à défaire les gobelins.
Dans Le Seigneur des anneaux il est affirmé que les Aigles des Montagnes de Brume aidaient les Elfes de Fendeval et l'Istar Radagast dans la surveillance des terres et dans l'apport de nouvelles sur les Orques,. De plus, un rôle important (quoiqu'en arrière-plan) est joué par Gwaihir, et les Aigles apparaissent dans de nombreuses scènes à la fin du livre. Dans un parallèle au Hobbit, ils arrivent dans la bataille de la Porte Noire, aidant les hommes de l'ouest contre les Nazgûl. Plusieurs d'entre eux sauvent Frodo Bessac et Samsaget Gamgie de la Montagne du Destin après que l'Anneau unique a été détruit. C'est aussi un aigle, qui permet la libération de Gandalf, enfermé à Orthanc, par Saroumane. 

## Représentants connus

### Thorondor
Thorondor (Aigle Royal en sindarin) est le Roi des Aigles. Il est au service de Manwë et l'informe sur ce qui se passe en Terre du Milieu au temps des Jours Anciens, au Premier Âge, durant lequel il vit dans les hauteurs des Crissaegrim, près de Gondolin.
Le Seigneur des Aigles au Premier Âge, est décrit dans le Silmarillion comme le « plus puissant de tous les oiseaux qui ont jamais existé », avec une envergure de trente brasses (55 mètres, ou 180 pieds) et un bec d'or,. Son nom est traduit du sindarin, une langue elfique inventée par Tolkien, par 'Roi des Aigles' ; sa forme est apparentée au Quenya, une autre langue elfique, est Sorontar,. Il mena les aigles pendant la plupart de leurs apparitions dans le Silmarillion, et eut un rôle important en propre.
Thorondor entre pour la première fois dans le récit quand il aide le prince Elfe Fingon à sauver son parent Maedhros de son emprisonnement sur le flanc du Thangorodrim. Après la Dagor Bragollach, il sauva le corps de Fingolfin de la souillure de son tueur Morgoth, marquant de ses serres le visage du Seigneur des Ténèbres et emportant le corps du Roi-Elfe jusqu'au cercle de montagnes au nord de Gondolin, où il a été enterré par Turgon. Peu après, Thorondor aperçut Húrin et Huor au pied des Montagnes, et envoya deux de ses serviteurs pour les ramener à Gondolin, accomplissant ainsi la volonté du Vala Ulmo. Thorondor et deux autres aigles sauvèrent Lúthien et Beren blessé aux portes d'Angband pendant leur Quête du Silmaril, les amenant à Doriath.
Il ne fut plus parlé de Thorondor depuis la Guerre de la Colère qui clôt le Premier Âge, durant laquelle il mena les Aigles avec Eärendil pour lutter contre les Dragons ailés.
Thorondor, le satellite de l'objet transneptunien (385446) Manwë, porte son nom.

### Gwaihir
Gwaihir est un aigle des Montagnes de Brume qui aida Gandalf avant et pendant la Guerre de l'Anneau ; ses noms signifient « seigneur du vent » (Windlord) en sindarin et on dit qu'il est un descendant de Thorondor et le plus grand et le plus rapide des Aigles du Nord, à la fin du Troisième Âge,. Quand les Aigles ont entendu parler de l'évasion de Gollum de la Forêt de Grand'Peur, ils envoyèrent Gwaihir apporter cette nouvelle en Isengard, comme le leur avait demandé Radagast ; l'aigle aperçut Gandalf emprisonné en haut de la tour et l'emmena jusqu'à Edoras. La fois suivante, Gwaihir avait été envoyé à la recherche de Gandalf par Galadriel ; il trouva le magicien, qui venait de combattre le Balrog, sur le sommet de Celebdil et l'amena en Lothlórien. Sur l'ordre de Gandalf, Gwaihir observa le fleuve Anduin et lui apporta des nouvelles sur la Compagnie de l'Anneau,. L'aigle participa à la bataille du Morannon, et quand le Mont Destin entra en éruption, il transporta Gandalf jusque-là, pour sauver Frodo et Sam.
Les aigles nommés Gwaihir et Landroval (ou, dans des textes plus anciens, Gwaewar et Lhandroval) apparaissent aussi dans les manuscrits du Silmarillion, où ils sont présentés comme des vassaux de Thorondor qui aident Beren et Lúthien à fuir Angband, plusieurs milliers d'années avant la Guerre de l'Anneau,. Le passage a été enlevé du Silmarillion publié par Christopher Tolkien afin d'échapper à l'incohérence apparente avec Le Seigneur des anneaux, bien qu'il ait admis plus tard qu'il était incapable d'interpréter les intentions de son père et qu'il ait regretté cette suppression.
Il porta par trois fois Gandalf : du sommet d'Orthanc jusqu'au Rohan, du sommet du Zirakzigil en Lórien après le duel contre le Balrog, et l'aller-retour des Champs de Cormallen jusqu'au Mont Destin pour sauver Frodo et Sam.
Il est communément identifié au roi des Aigles qui apparaît dans Le Hobbit, mais cette identification est probablement fausse. Gandalf dit en effet à la fin du Seigneur des anneaux que Gwaihir le porta par trois fois, ce qui exclut nécessairement son intervention pour sauver Gandalf et les Nains de Thorin des Gobelins.

### Landroval
Landroval est un Aigle des Montagnes de Brume frère de Gwaihir et descendant de Thorondor. Son nom signifie « aile large » (wide-wing) en sindarin, et il est aussi utilisé pour un Aigle du Premier Âge, qui est peut-être le même. Il participa avec Meneldor et son frère Gwaihir, à la bataille devant les portes du Mordor puis au sauvetage de Frodo et Sam, lors de la destruction de l'Anneau unique et l'effondrement du Mont Destin.

### Meneldor
Meneldor est le troisième aigle qui, avec Landroval et Gwaihir (dont il est le vassal), partit chercher Frodo et Sam après la destruction de l'Anneau. Son nom signifie « roi du ciel » en sindarin (Sky-king),  et on le surnomme jeune et rapide.

## Concept et création
Les Grands Aigles dirigés par Thorndor  [sic] sont déjà apparus dans le premier conte sur la Terre du Milieu que Tolkien écrivit dans les années 1910, La Chute de Gondolin, publié dans le Livre des Contes Perdus. Le rôle de Thorondor a été étendu progressivement, avec l'introduction successive des éléments d'intrigue appropriés ; et après la conception de Númenor dans les années 1930, la notion que les aigles étaient les messagers de Manwë fut peu à peu élaborée. Peu après, Tolkien introduisit les aigles dans Le Hobbit et dans Le Seigneur des anneaux, répétant dans ce dernier quelques éléments de l'intrigue et les noms présents dans les précédents écrits.
Dans plusieurs textes très anciens, Tolkien écrivit que, avant le déplacement vers Crissaegrim après la mort de Fingolfin, les aigles de Thorondor ont niché sur les pics du Thangorodrim au-dessus de la forteresse de Morgoth à Angband, ; Christopher Tolkien suppose que cette idée fut ensuite abandonnée. Une autre proposition rejetée était qu'après la mort de Beren, Lúthien ne mourrait pas de chagrin mais serait amenée en Valinor par Thorondor qui aurait été « convoqué » par Melian la Maia.
Les Aigles possèdent une caractéristique notable qui les distingue des autres oiseaux dans les plus anciens écrits. Tolkien décrit originellement Eä, le Monde, comme limité par les Murs de la Nuit, et que l'espace au-dessus de la surface de la Terre jusqu'aux Murs était divisée en trois régions ; les oiseaux communs pouvaient voler uniquement dans la couche inférieure, alors que les Aigles de Manwë pourraient voler « au-delà des feux du ciel jusqu'au bord de l'obscurité ». La conception d'un monde limité et des couches du firmament fut abandonnée pendant l'écriture du Seigneur des anneaux.
Les nuages en forme d'aigle qui apparaissent à Númenor étaient une des associations récurrentes de Tolkien avec la chute de l'île, avec les images d'une montagne s'inclinant et une vague écrasante ; ils étaient aussi introduits par lui dans deux histoires de voyage dans le temps, La Route perdue et The Notion Club Papers. Dans une ébauche, Tolkien projeta que ce serait Sorontur (Thorondor) lui-même qui apparaîtrait à Númenor en tant que protagoniste de l'histoire.
La peinture de Tolkien d'un aigle posé sur un rocher escarpé apparaît dans quelques éditions du Hobbit. D'après Christopher Tolkien, l'auteur basa son image sur une peinture d'Archibald Thorburn d'un Aigle royal immature, que Christopher trouva pour lui dans The Birds of the British Isles de Thomas Coward. Cependant, l'utilisation par Tolkien de ce modèle ne signifie pas forcément que ses oiseaux étaient des aigles royaux ordinaires.

### Nature des Aigles
La question de la nature des Grands Aigles a été traitée par Tolkien avec une hésitation apparente. Dans les premiers écrits il y avait nul besoin de la définir précisément, puisque depuis qu'il les avait imaginés, à côté des Valar, « beaucoup d'esprits moindres… aussi bien grands que petits » étaient entrés en Eä depuis sa création ; et des créatures pensantes et parlantes comme les Aigles ou Huan le Chien courant, selon les propres mots de Tolkien, « have been rather lightly adopted from less serious mythologies ». La phrase « esprits en forme de faucons et d'aigles » dans le Silmarillion date de cette étape de l'écriture.
Après l'achèvement du Seigneur des anneaux, Tolkien introduisit un « système » strict des créatures vivantes :
- incarnées ou les « Enfants d'Ilúvatar » : Elfes, Hommes, Nains et Orques, — ceux qui possèdent des fëar ou âmes, avec comme caractéristique la capacité à parler[41] ;
- auto-incarnées ou les Valar et Maiar — esprits « angéliques » qui s'incarnent eux-mêmes dans des corps physiques d'Incarnés ou d'animaux[36],[42] capables de communiquer aussi bien avec la pensée qu'avec la voix[41] ;
- animaux, sans âme et incapables de parler.

Pendant quelque temps, Tolkien considéra les Aigles comme des Maiar en forme d'oiseaux ; cependant, il réalisa plus tard que la déclaration selon laquelle Gwaihir et Landroval seraient des descendants de Thorondor était déjà apparue dans la version du Seigneur des anneaux, alors que la notion d'enfants des Valar et des Maiar avait déjà été rejetée par lui longtemps auparavant. Dans la dernière de ses notes à ce sujet, datée par son fils de la fin des années 1950, Tolkien décida que les Grands Aigles étaient des animaux communs qui avaient été dotés du « langage par les Valar, et élevés à un haut niveau mais qui demeuraient sans fëar ».
Néanmoins, une conception différente est peut-être présente dans un essai plus tardif sur l'origine des Ents qui, d'après Christopher Tolkien, vient probablement de 1963 et a été inclus dans le Silmarillion publié. Les notes de J. R. R. Tolkien définissent les Ents comme « quelques âmes envoyées habiter les arbres, ou d'autres qui ont lentement pris l'apparence d'arbres » ; l'essai est d'accord, ajoutant que les Ents apparurent peu après l'Éveil des Elfes, quand « la pensée de Yavanna […] [convoqua] les esprits de loin ». Apparemment une même origine est accordée aux Grands Aigles, d'après les paroles de Manwë dans l'essai : « […] avant l'éveil des Enfants les Aigles des Seigneurs de l'Ouest s'élèveront à nouveau comme le vent. […] Les Aigles vivront dans les montagnes où ils entendront la voix de ceux qui nous [les Valar] invoquent ».
Cependant, les esprits convoqués par Yavanna vinrent en Arda seulement après l'Éveil des Elfes ; alors que les Aigles, d'après Manwë, existaient déjà avant « l'éveil des Enfants ». Cela donné, les aigles ne peuvent donc faire partie des esprits convoqués par Yavanna dans ce paragraphe, suggérant que Tolkien n'ait pas changé d'avis et que les aigles sont des animaux sans fëar. Ils ressembleraient aux dragons : ils ont à l'intérieur d'eux-mêmes une « partie » de leur créateur, qui définit leur conduite ou leur « programmation ».

## Critique et analyse
Les Aigles sont souvent le ressort de l'eucatastrophe dans l'œuvre de Tolkien.[réf. nécessaire]

## Adaptations et influences
Les différentes adaptations des livres de Tolkien ont traité aussi bien la nature des aigles que leur rôle dans l'intrigue avec différents niveaux de fidélité envers les originaux. Le premier scénario pour un dessin animé du Seigneur des anneaux proposé à Tolkien en 1957 a été rejeté à cause de plusieurs écarts cardinaux, parmi lesquels Humphrey Carpenter note que « pratiquement toute la marche à pied a été supprimée de l'histoire et la Compagnie de l'Anneau est transportée partout sur le dos des Aigles ».
Dans la trilogie cinématographique du Seigneur des anneaux réalisée par Peter Jackson, ces créatures sont grands de 6 mètres (20 pieds) avec une envergure maximale de 23 mètres (75 pieds)[réf. nécessaire]. Une déviation notable par rapport au livre est que Gandalf convoque Gwaihir à Orthanc avec l'aide d'un papillon de nuit (le rôle de Radagast ayant été supprimé du film). Le même papillon de nuit lui apparaît aussi avant l'arrivée des Aigles à la bataille du Morannon. Les Aigles réapparaissent également dans l'adaptation cinématographique en trois volets du Hobbit, également réalisée par Peter Jackson. 
La version animée de Rankin Bass du Hobbit peint les Aigles comme semblables d'apparence aux harpies, aux aigles couronnés ou aux aigles des singes des tropiques, alors que la trilogie de Jackson fournit une interprétation plus traditionnelle, avec des oiseaux semblables aux Aigles royaux.
Bien que des oiseaux de proie géants apparaissent dans de nombreuses cultures, les Grands Aigles de Tolkien peuvent avoir été l'inspiration directe pour des créatures similaires dans différents genres de la fantasy moderne, comme les Aigles géants du jeu de rôle Donjons et Dragons.
Des oiseaux géants sont des créatures puissantes dans de nombreux mondes de fantasy. Dans certains de ces mondes des griffons remplacent les Aigles.